# Kościół Nawiedzenia Najświętszej Marii Panny (Město Albrechtice)
Kościół Nawiedzenia Najświętszej Marii Panny w miejscowości Město Albrechtice – zabytkowy kościół katolicki zlokalizowany w Czechach, w miejscowości Město Albrechtice (kraj morawsko-śląski).

## Historia
Kościół istniał w miejscowości już w wiekach średnich, jednak w dobie reformacji został przejęty przez protestantów. W 1608 duchowieństwo katolickie zaczęło wracać na swoje dawne parafie, a Město Albrechtice należało wówczas do parafii Opawica w dekanacie głuchołaskim. Lokalni katolicy dążyli w tych czasach do budowy własnego kościoła. Drewnianą świątynię pod wezwaniem Najświętszej Marii Panny zbudowano w 1610. Miał wieżę i sygnaturkę w środkowej części dachu. W 1621 miejscowość stała się własnością kolegium jezuickiego z Nysy i została wyłączona z diecezji ołomunieckiej i włączona do diecezji wrocławskiej. Kościół stał się filią świątyni w Hynčicach. W 1707 kościół stał się parafialnym, a w 1709 postawiono nową świątynię, która spłonęła 24 lipca 1746 w pożarze całego rynku. Już w roku następnym rozpoczęto prace przy budowie kolejnej świątyni (późnorenesansowej), którą ukończono poświęceniem obecnego kościoła 13 lipca 1766. Poświęcenia dokonał biskup wrocławski Philipp Gotthard von Schaffgotsch. W 1782 na wieży umieszczono zegar. W 1788 zamontowano organy Jana Finklera z Javorníka (w 1897 zamienione na instrument Ringlera z Krnova). Podczas obu wojen światowych świątynia traciła dzwony. Obecne dwa (Maria oraz Józef i Prokop) powieszono w 1947. W 1945 kościół został uszkodzony, ponieważ wysadzeniu uległ pobliski most. W 1954 świątynię odnowiono z datków wiernych i pomocy państwa. Po II wojnie światowej poddano renowacji organy i ołtarze.

## Architektura
Kościół ma długość 39, 7 m, szerokość 17,65 m i jest wysoki na 16,6 m. Nad wejściem głównym stoi rzeźba Matki Boskiej, po prawej stronie św. Karola Boromeusza, a po lewej - św. Jana Nepomucena. Obiekt, za panowania jezuickiego, wyposażono w barokowy ołtarz główny.